# BSS

Структура мережі GSM з підсистемою Базових Станцій

Підсистема Базових Станцій (ПБС, англ.Base Station Subsystem,BSS) — один з основних елементів системи рухомого радіотелефонного зв'язку, відповідальний за передачу голосового та сигнального трафіку між мобільним терміналом абонента і підсистемою мережі і комутації, GSM Core network. ПБС займається кодуванням голосових каналів, призначенням радіоканалів телефонним терміналам, функціями пейджингу, контролем якості передачі даних, здійснює прийом і передачу сигналів в повітряному середовищі і виконує безліч інших завдань, пов'язаних з функціонуванням мережі.

## Базова станція, Base Transceiver Station
Базова станція (БС, англ. Base Transceiver Station, BTS) має у своєму складі приймально-передавальні антенні пристрої, обладнання для ретрансляції сигналу (трансивер), блоки шифрування даних. БС обслуговує окрему ділянку мережі за допомогою декількох націлених у різні ділянки сектора трансиверів (TRX), що здійснюють мовлення на різних частотах. Керує роботою БС Контролер Базової Станції (КБС, англ. Base Station Controller, BSC) за допомогою функціонального блоку управління базовою станцією (англ. Base Station Control Function, BCF), який може бути виконаний як окремий елемент, або ж як складова частина трансівера. Цей блок пов'язаний за допомогою служб управління та експлуатації (англ. Operations and Maintenance, O & M) з системою управління мережі (англ. Network Management System, NMS), і контролює стан кожного трансивера за допомогою бібліотеки команд.
Сума функцій БС залежить від набору технологій, які закладаються виробником. Мінімальним набором є прийом сигналу мобільного терміналу з повітряного середовища розповсюдження сигналу, його конвертування в формат середовища поширення сигналу Abis, в якій базується технологія часового поділу каналів TDMA, і подальша маршрутизація отриманих даних у напрямку до Контролеру БС. Крім того, додаткові функції БС можуть піддавати дані попередній обробці, генерувати звіти і рівномірно розподіляти навантаження на системні компоненти. Перевага цього методу полягає в економії цінного простору середовища поширення сигналу Abis.
Базові станції оснащені обладнанням, здатним модулювати сигнали фізичного рівня середовища передачі інформації; покоління 2G+ стільникових мереж використовує у своїй роботі типову модуляцію GMSK, функції в мережах EDGE вимагають здійснення додаткових модуляцій за алгоритмом 8-PSK.
Антенні суматори, комбінатори направляють навантаження на одну антену від кількох окремих трансиверів, при цьому ступінь стиснення залежить від комбінованого числа. Один суматор може підтримувати до восьми трансиверів.
Використання чергування несучої частоти, FHSS часто застосовується для підвищення продуктивності базових станцій і ємності мережі; метод передбачає прискорене чергування навантаження між декількома трансиверами. Між трансіверами і мобільними терміналами сектора йде обмін різними послідовностями, і їх швидке чергування дозволяє здійснювати постійне знаходження в одному секторі мобільних терміналів, що використовують різну несучу.
Принципи роботи трансиверів побудовані відповідно до стандартів технології GSM, які передбачають використання восьми тимчасових каналів TDMA. Трансивери можуть збільшити навантаження на цю ємність шляхом мовлення додаткових послуг БС, які дозволяють мобільним терміналам ідентифікувати мережу і отримувати туди доступ. Цей службовий трафік передається по каналу BCCH (Broadcast Control Channel).

## Виділення секторів, Sectorisation
Використання вузьконаправлених антен на базових станціях робить можливим виділення кількох секторів у межах одного стільника. Ширина діаграми спрямованості таких антен варіюється в межах від 65° до 85°. Ця умова дозволяє підвищити ємність мережі (на кожній частоті може одночасно працювати до восьми голосових каналів), проте отримати всі переваги цієї технології заважає явище інтерференції хвиль, що змушує виділяти в кожному напрямку лише обмежене число робочих частот. Типовим є використання в одному секторі двох антен за умови наявності не менше десяти діапазонів робочих частот. Це дозволяє операторам зв'язку подолати ефект загасання сигналу, що є наслідком таких фізичних явищ як, наприклад, багатопроменевий прийом, а посилення сигналу на виході антени дозволяє підтримувати баланс між рівнем вхідного і вихідних сигналів.

## Контролер базових станцій BSC
Контролер базових станцій (BSC) служить для управління та обміну даними групи базових станцій, при цьому число елементів групи може варіюватися від 10 до 100. Цей блок керує процесом призначення радіоканалів, приймає контрольну інформацію від телефонних терміналів, контролює процес передачі даних від однієї БС до іншої (у разі, якщо обидві БС підпорядковуються даному контролеру, з'єднання з БС інших контролерів здійснює підсистема мережі і комутації MSC). Ключовою функцією контролера є концентрація: перетворення різних потоків низькою ємності (і відносно низьким стиском) з базових станцій в набагато менші за обсягом схожі цифрові потоки шляхом більшого стиснення даних, і направлення їх в підсистему мережі та комутації MSC. Зрештою, типова структура мережі являє собою розподілену мережу контролерів БС, оточених базовими станціями і об'єднаних у великі сайти під контролем комутаторів MSC.
Безсумнівно, що функції контролера не можна зводити лише до управління базовими станціями. Розвиток технологій дозволяє розробникам обладнання перетворювати цей елемент у повноцінний комутаційний центр, пов'язаний у вигляді системи сигналізації ЗКС №7 з центром комутації стільникового рухомого зв'язку, а для з'єднання з Інтернетом — з підсистемою GPRS. Функція обміну даними з підсистеми підтримки (Operation Support Subsystem, OSS) робить цей елемент незамінним при здійсненні моніторингу стану мережі.
Більшість контролерів, побудованих з використанням архітектури розподілу обчислень, що дозволяє зберігати стійкість при великій кількості некоректно працюючих елементів, гарантують працездатність деколи в самих критичних умовах.
База даних про всі сайтах мережі, інформація про робочі частоти, списки змінних несучих, рівні потужності обладнання, карта охоплення території — все це зберігається в пам'яті контролера базових станцій. Ця інформація є незамінною при плануванні, будівництві та експлуатації мережі, допомагаючи контролювати рівень поширення сигналу і передачу трафіку.

## Транскодер, Transcoder
Попри те що транскодування (ущільнення і зворотне розщільнення потоку даних) є типовою функцією контролера, деякі виробники комунікаційного обладнання пропонують це рішення як окремий елемент мережі зі своїм власним інтерфейсом. Більш функціональну модель цього блоку можна зустріти під назвою TRAU (Transcoder and Rate Adaptation Unit). Його функція полягає у конвертуванні голосових даних між форматами GSM (RPE-LPC) і більш раннім PCM (рекомендація Консультативного комітету по зв'язку і телеграфії під номером G.711). Швидкість одного потоку в цих форматах різна (для PCM це 64 кбіт/с, для GSM — 13 кбіт/с), тому цей елемент мережі також виконує функцію затримки, що дозволяє перекодовувати восьмибітні пакети PCM в блоки GSM тривалістю в 20 мс, стискати голосові канали з 64 кілобітних, що розповсюджуються по каналах зв'язку, в 13 кілобітні, які можна передавати через повітряне середовище. Деякі мережі використовують стиснення 32 кбіт/с за технологією ADPCM замість 32 кілобітної PCM, і в даному випадку TRAU також виконує конвертування.
Так чи інакше, в архітектурі таких виробників телекомунікаційного обладнання як Siemens і Nokia, транскодер є окремо упізнаваною незалежною підсистемою, яка може бути легко інтегрована з ЦК УПС, а Ericsson у деяких своїх рішеннях робить ці елементи навіть більш взаємозалежними, ніж ЦК СПС і КБС: це дозволяє знизити обсяг службового трафіку.

## Блок управління пакетами, Packet Control Unit
Блок керування пакетами (англ. Packet Control Unit, PCU) є пізнішим додаванням в стандарт GSM. Він виконує частину функцій, схожих з завданнями контролера базових станцій, але для мережі передачі даних. Розподіл каналів між передачею даних і голосовими даними відноситься до компетенції базових станцій, але як тільки канал передачі даних призначений — він переходить під контроль PCU.
Цей блок може розміщуватись як на площі базової станції, так і всередині КБС, в цей час є рішення з розміщенням цього блоку в межах підсистеми управління GPRS.